# Vor Sonnenuntergang
Vor Sonnenuntergang är en tysk romantisk dramafilm från 1956 i regi av Gottfried Reinhardt med manus av Jochen Huth. Filmen bygger på Gerhart Hauptmanns pjäs Före solnedgången från 1932. Den hade tidigare filmatiserats 1936, då i en starkt politisk propagandistisk version.

## Rollista, urval
- Hans Albers - Mathias Clausen
- Annemarie Düringer - Inken Peters
- Martin Held - Erich Klamroth
- Hannelore Schroth - Ottilie Klamroth
- Claus Biederstaedt - Egert Clausen
- Maria Becker - Bettina Clausen
- Erich Schellow - Wolfgang Clausen
- Wolfgang Preiss - Dr. Hahnefeld
- Hans Nielsen - Dr. Steynitz
- Johanna Hofer - frau Peters
- Kurt Vespermann - Wuttke